# Luis Hurtado (attore)
Luis Hurtado (Madrid, 8 settembre 1898 – Madrid, 25 maggio 1967) è stato un attore spagnolo.

## Biografia
Durante la sua carriera recitò in film spagnoli e italiani. Dopo aver svolto diversi ruoli, a volte anche da protagonista, in produzioni italiane dell'era fascista, tornò poi in Spagna dove lavorò in pellicole fortunate come La mariposa que voló sobre el mar (1948).

## Filmografia parziale
- L'ispettore Vargas, regia di Gianni Franciolini (1940)
- Giuliano de' Medici, regia di Ladislao Vajda (1941)
- I promessi sposi, regia di Mario Camerini (1941)
- Paura d'amare, regia di Gaetano Amata (1942)
- L'angelo del crepuscolo, regia di Gianni Pons (1942)
- Documento Z 3, regia di Alfredo Guarini (1942)
- L'usuraio, regia di Harry Hasso (1943)
- La mariposa que voló sobre el mar, regia di Antonio de Obregón (1948)
- Il bacio di Giuda (El beso de Judas), regia di Rafael Gil (1954)

## Doppiatori italiani
- Amilcare Pettinelli in I promessi sposi